# Demétrio Paleólogo
Demétrio Paleólogo (em grego medieval: Δημήτριος Παλαιολόγος; romaniz.: Dēmētrios Palaiologos), déspota da Moreia de facto em 1436-1438 e 1451-1460 e de jure em 1438-1451. Antes disso, ele havia sido governador de Lemnos em 1422-1440 e de Mesembria em 1440-1451. Ele era o herdeiro legítimo do Império Bizantino depois de 1453, mas o trono bizantino foi extinto e ele acabou desertando para os turcos otomanos em 1460.

## História

A divisão do Despotado da Moreia entre Tomás e Demétrio Paleólogo em 1450.

Demétrio era o filho mais novo do imperador bizantino Manuel II Paleólogo com sua esposa Helena Dragasa. Seu avô materno era Constantino Dragases. Entre seus irmãos estavam os imperadores João VIII Paleólogo e Constantino XI Paleólogo e também Teodoro II Paleólogo e Tomás Paleólogo, governantes do Despotado da Moreia, e Andrônico Paleólogo, déspota em Tessalônica.
Como filho mais novo, não se esperava que Demétrio chegasse ao trono e ele recebeu o título de déspota de acordo com o costume da época. Sua ambição aparentemente o colocou em conflito com a família imperial. Mesmo tendo recebido a ilha de Lemnos de presente do pai em 1422, ele se recusou a morar lá e fugiu para a corte do rei Sigismundo da Hungria em 1423 para se proteger dos irmãos. Mais de um ano se passaria até que finalmente ele se mudou para Lemnos em 1425, onde ele viveu em paz até a década seguinte.
Talvez por ser muito pouco confiável para ser esquecido, ele fez parte do entourage de seu irmão João VIII Paleólogo a Ferrara, onde ele iria participar do Concílio de Basileia-Ferrara-Florença em 1437 e cujo objetivo era novamente tentar reunir a Igreja Católica e a Igreja Ortodoxa. Contrário à união, Demétrio fugiu para casa em 1439 antes do final dos trabalhos, deixando o imperador para trás.
Forçado a entregar Lemnos como punição por ter deixado o concílio sem a autorização do imperador, Demétrio foi compensado com um apanágio ainda mais distante, em Mesembria, na costa do Mar Negro, em 1440. Furioso, em 1442 ele se aliou aos turcos otomanos, que lhe emprestaram tropas e cercaram Constantinopla exigindo que Demétrio recebesse o apanágio mais estratégico de Selímbria, mais próximo da capital. A tentativa fracassou e Selímbria foi dada primeiro para Constantino Paleólogo e, depois, para Teodoro II Paleólogo.
Em 31 de outubro de 1448, João VIII morreu e seu herdeiro, Constantino XI Paleólogo, estava na Moreia. Aproveitando-se do fato de estar mais próximo da capital, Demétrio tentou um golpe de estado. Novamente ele fracassou, principalmente por causa de sua mãe Helena Dragasa. Em 1449, Constantino, já empossado, deu a Demétrio a metade da Moreia para distanciá-lo da capital.
Depois da Queda de Constantinopla para as forças de Maomé II, o Conquistador do Império Otomano em 29 de maio de 1453, a Moreia permaneceu como sendo o último enclave bizantino sob o comando dos Paleólogos. A queda da capital foi também o sinal para que os últimos membros da família Cantacuzeno tentasse também derrubá-lo na Moreia. O neto de Demétrio I Cantacuzeno, Manuel, se revoltou em 1453. Foi apenas no ano seguinte que as forças dos irmãos paleólogos conseguiram destruir as forças rebeldes. Não muito depois desta vitória, uma guerra civil irrompeu entre ele e Tomás, que já governava a outra metade da Moreia desde 1428. Sob o risco de perder, Demétrio chamou o sultão otomano Maomé II e entregou-lhe Mistra em 1460.
Depois que os turcos expulsaram Tomás e sua família (que escaparam para a Itália), Maomé II se recusou a devolver a Moreia para Demétrio alegando que "ele não era homem suficiente para governar país nenhum". Demétrio recebeu permissão para viver no palácio de Adrianópolis e a receita dos impostos coletados nas ilhas de Imbros, Lemnos, Samotrácia e Tasos.
Demétrio viveu neste cativeiro honorário até cair em desgraça com o sultão em 1467. Depois disso, foi exilado em Didimoteico até 1469, foi novamente reconvocado para a corte, mas caiu enfermo no ano seguinte. Ele se tornou monge por um breve período e adotou o nome de "David" antes de morrer em 1470. Sua esposa Teodora morreu poucas semanas depois.

## Família
Demétrio Paleólogo se casou primeiro com Zoé Paraspondila e depois com Teodora Asanina, filha de Paulo Asanes. Com a segunda esposa, teve pelo menos uma filha:
1. Helena Paleóloga (morreu antes de 1470),[1] que foi levada para o harém do sultão.[2]